# جاكوزي (حمام)

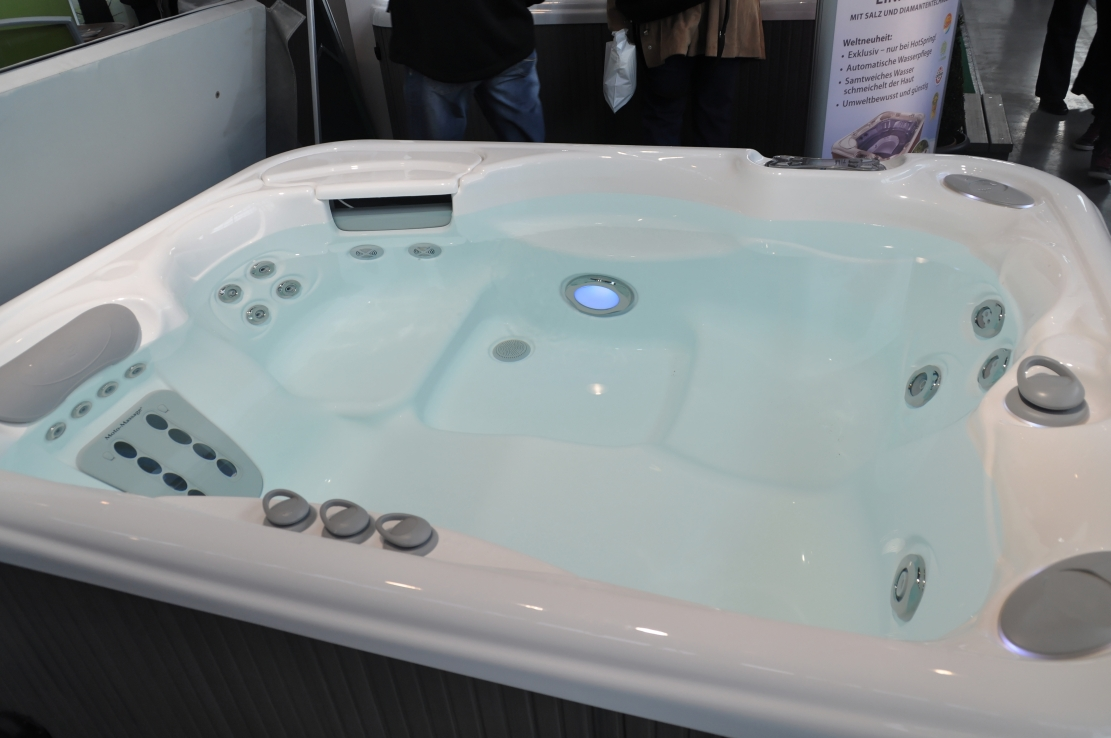
حوض استحمام الماء الساخن.

الحوض الساخن أو مغطس الماء الساخن أو المغطس الفوّار هو حوض استحمام من الماء الساخن، يستخدم للعلاج من الأعراض الروماتيزمية والروماتويدية و التشنجات العصبية. تعرف احيانًا أحواض الماء الساخن باسمها التجاري جاكوزي.

## قصة اختراعه
اخترع على يد المهاجر الإيطالي للولايات المتحدة كانديدو جاكوزي وكان قد إخترعه لأن ابنه الذي لا يتجاوز عمره الخامسة عشر شهراً كان يعاني من التهاب المفاصل الروماتويدي فقام بصنع أنبوب تخرج منه موجات مياه دافئة لفك التشنجات والأعراض العضلية وموجات باردة أخرى لفك التشنجات والأعراض العصبية وأوصله بحوض إستحمام الطفل .

### من مقولات المخترع
وقال كانديدو أن أشياءً كثيرة قد ألهمته لاختراع الجاكوزي حيث أنه أول «مخترع لأول حمام صحي» وأنه «أول محظوظ لأول مريض يأتي مباشرةً لتجريب الاختراع»
وبعد أن مات كانديدو أتفق الأخوة السبعة جاكوزي على تأسيس شركة جاكوزي للمسابح الصحية .

## معرض صور

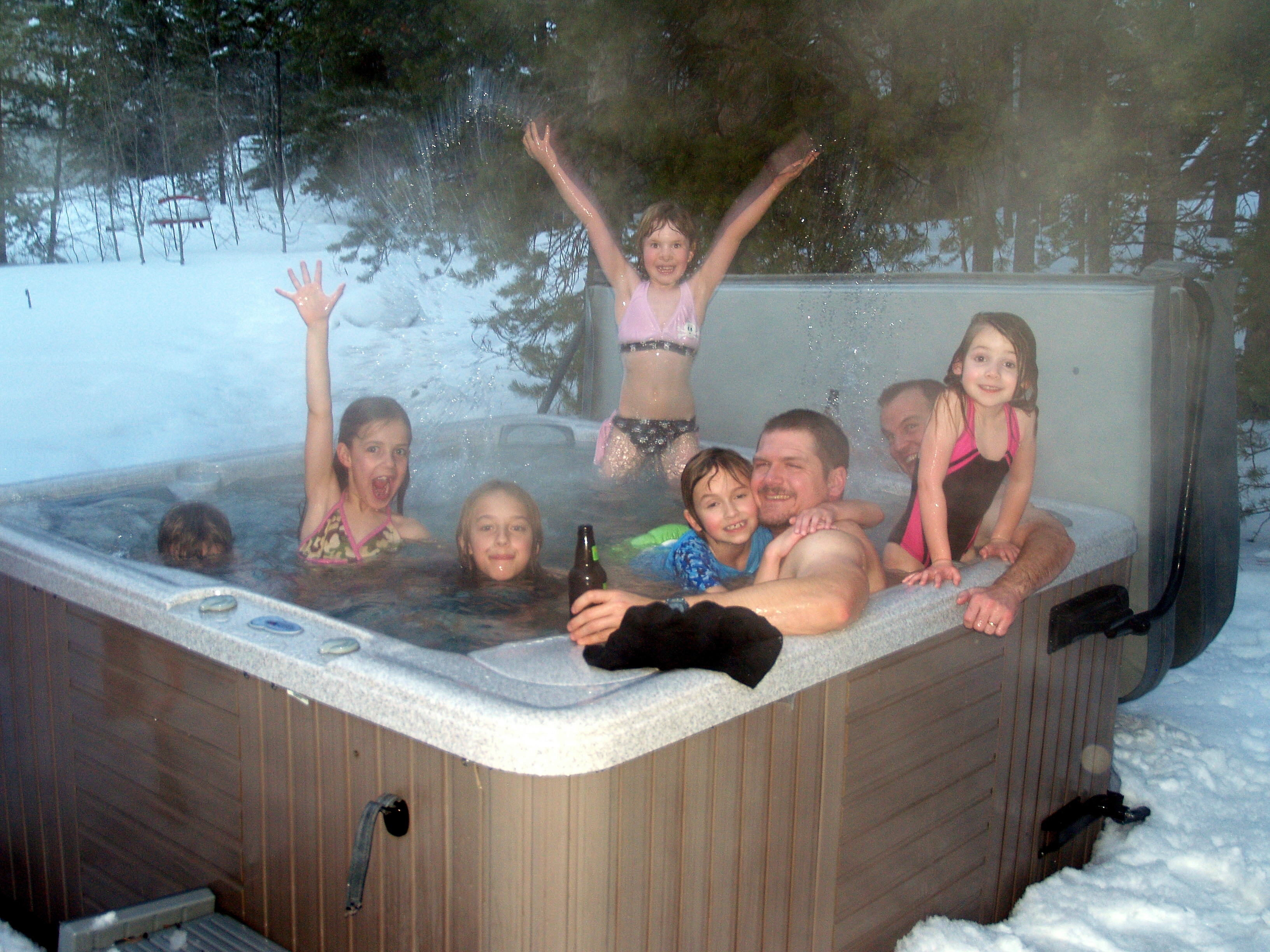
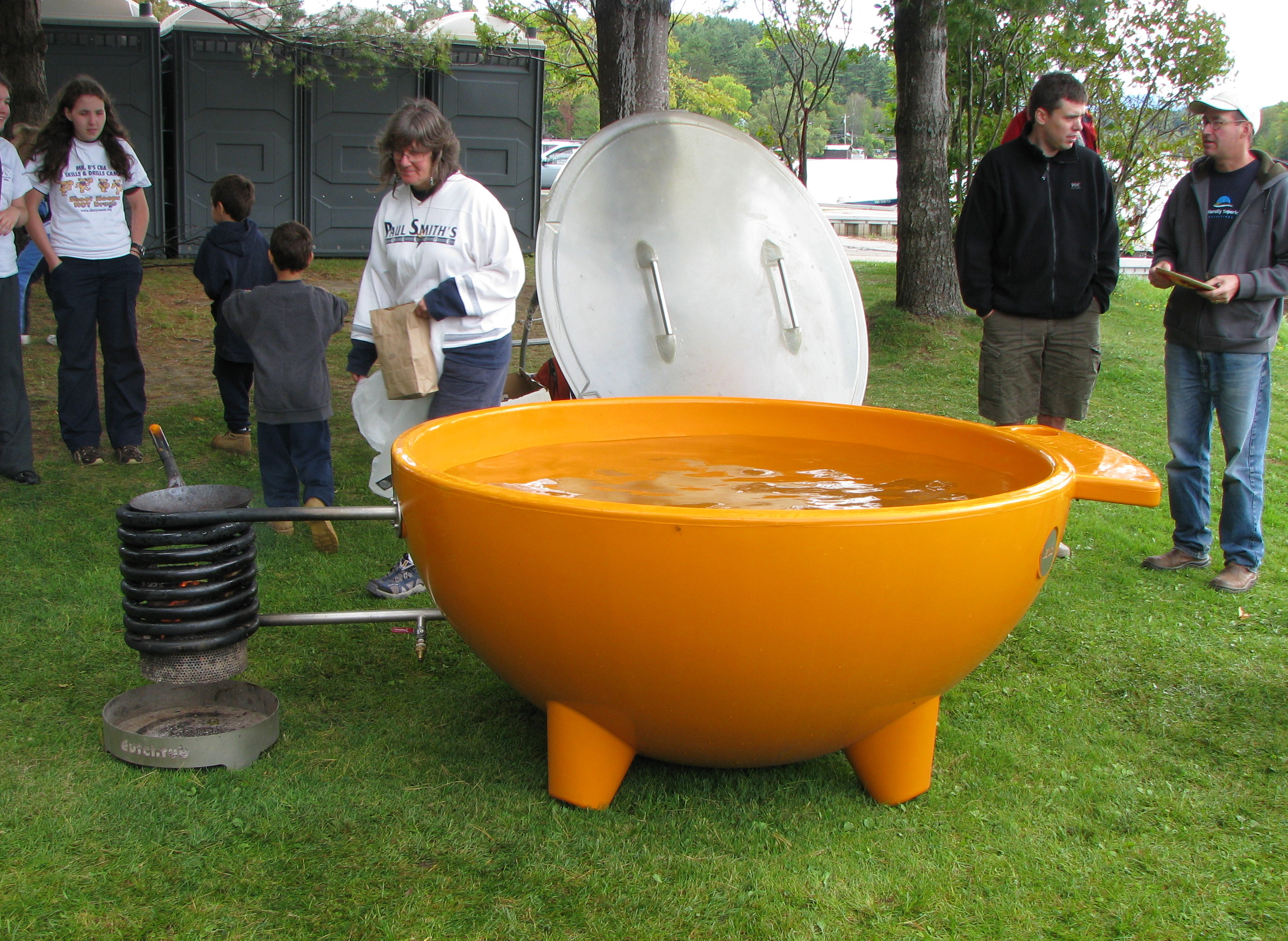
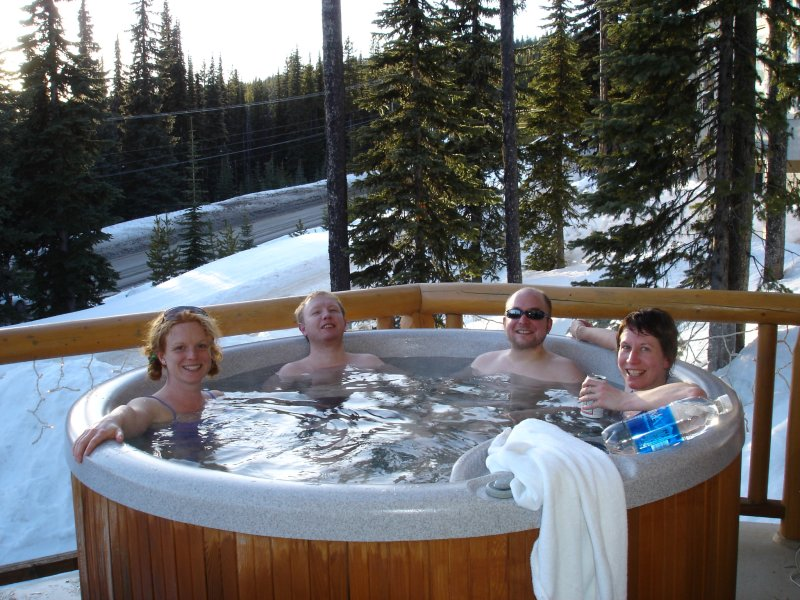